# Suite romantique

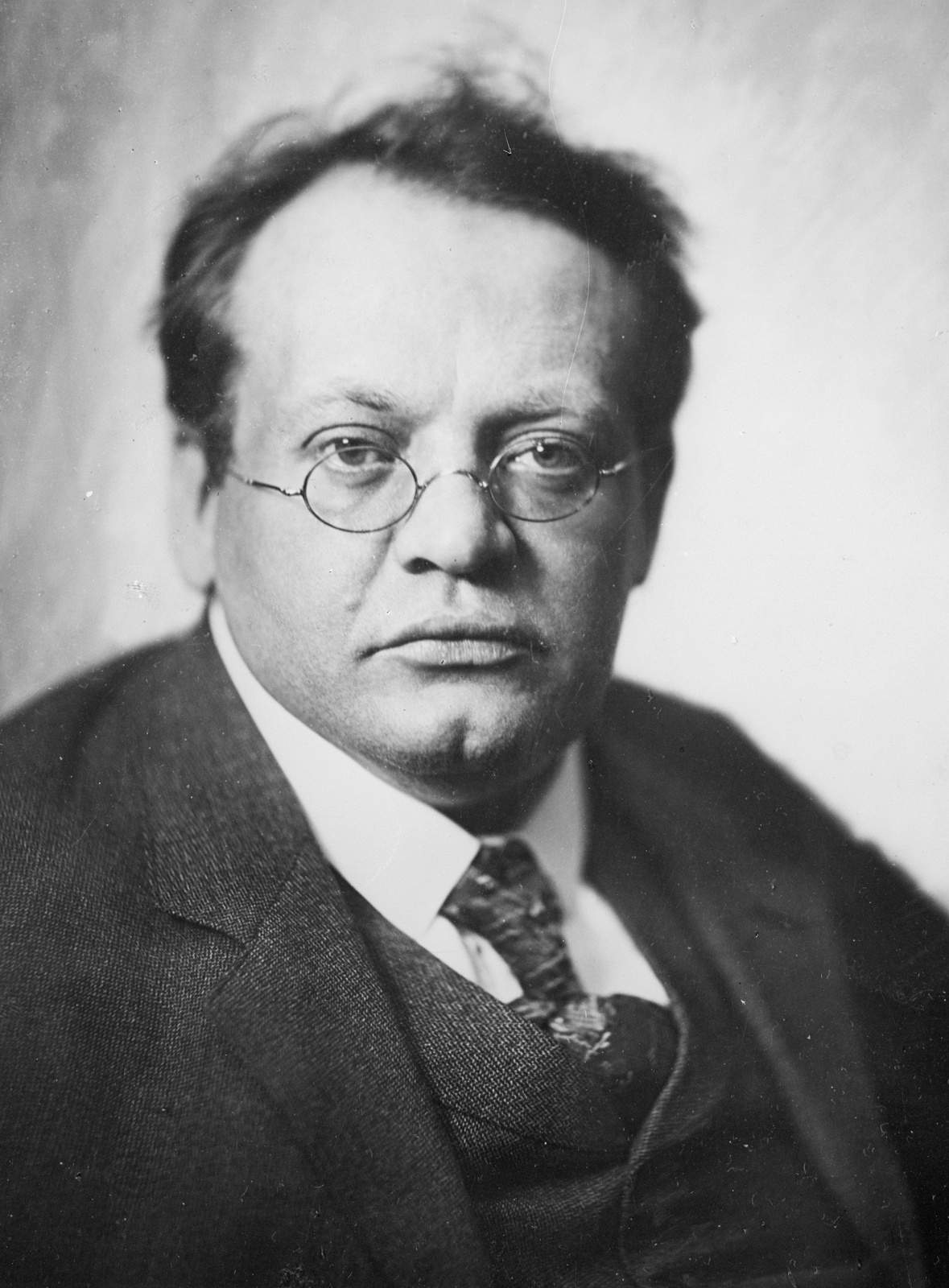
Max Reger.

La Suite romantique pour orchestre opus 125 est un poème symphonique de Max Reger. Composée en 1912, elle est créée à Dresde par Ernst von Schuch. Chaque mouvement porte en exergue un vers du poète Joseph von Eichendorff.

## Structure
1. Notturno (molto sostenuto)
2. Scherzo: Vivace
3. Finale: Molto sostenuto

- Durée d'exécution : trente minutes.